# PLXNA2
PLXNA2‏ (Plexin A2) هوَ بروتين يُشَفر بواسطة جين PLXNA2 في الإنسان.